# Энергетически фильтруемая просвечивающая электронная микроскопия
Энергетически фильтруемая просвечивающая электронная микроскопия (англ. Energy-filtered transmission electron microscopy (EFTEM)) — методика в просвечивающей электронной микроскопии в которой для формирования изображения или дифракционной картины используются электроны с заданным диапазоном кинетических энергий. Методика может применяться для исследования химического состава в связке с комплементарными методиками, такими как электронная кристаллография.

## Основные принципы
При освещении очень тонкого образца пучком высокоэнергетических электронов большая часть из них беспрепятственно пройдёт через образец, но часть провзаимодействует с ним, упруго или неупруго (фононное рассеяние, плазмонное рассеяние или ионизация внутренних уровней) рассеявшись. Неупругое рассеяние приводит к потере энергии электрона, также к изменению его импульса, которое в случае ионизации внутренних уровней является характеристическим для элемента в образце.
Выделение определённого характеристического диапазона энергий позволяет получить изображение только лишь заданного химического элемента.